# Claudia Black
Claudia Lee Black (Sydney, 11. listopada 1972.) je australska filmska i televizijska glumica najpoznatija po ulogama u znanstveno fantastičnim serijama Farscape i Stargate SG-1.

## Filmografija
| Godina        | Naslov                           | Uloga                               | Format           |                                           |
| ------------- | -------------------------------- | ----------------------------------- | ---------------- | ----------------------------------------- |
| 1993.         | Seven Deadly Sins                |                                     | (TV mini-serija) |                                           |
| 1993.         | G.P.                             | Joanna                              | TV               | Epizoda: "A Thousand Flowers", 1. dio"    |
| 1993.         | Police Rescue                    | Julia                               | TV               | Epizoda: "Double Illusion"                |
| 1993. – 1994. | A Country Practice               | Claire Bonacci                      | TV               | Epizoda: "Burning Bright", 1. i 2. dio    |
| 1996.         | City Life                        | Angela Kosapas                      | TV               |                                           |
| 1997.         | Amazon High                      | Karina                              | TV               |                                           |
| 1997.         | Water Rats                       | Beth Williams                       | TV               | Epizoda: "All at Sea"                     |
| 1997. – 1998. | Hercules: the Legendary Journeys | Cassandra                           | TV               | Epizode: "Hercules on Trial" i "Atlantis" |
| 1998.         | Good Guys, Bad Guys              | Jill Mayhew                         | TV               | Epizoda: "Naughty Bits"                   |
| 1999.         | Kôtetsu tenshi Kurumi            | Steel Angel Mikhail (pusudila glas) | TV               | pusudila glas za englesku verziju         |
| 1999.         | A Twist in the Tale              | Morgana                             | TV               | Epizoda: "Obsession in August"            |
| 1999. – 2003. | Farscape                         | Aeryn Sun                           | TV               |                                           |
| 2000.         | Pitch Black                      | Sharon Montgomery                   | Film             |                                           |
| 2000.         | Xena: Warrior Princess           | Amazon # 2                          | TV               | Epizoda: "Lifeblood"                      |
| 2001.         | BeastMaster                      | Huna                                | TV               |                                           |
| 2002.         | Farscape: The Game               | Aeryn Sun (posudila glas)           | Videoigra        |                                           |
| 2002.         | Queen of the Damned              | Pandora                             | Film             |                                           |
| 2003.         | Lords of Everquest               | Lady Briana (posudila glas)         | Videoigra        |                                           |
| 2004.         | Farscape: The Peacekeeper Wars   | Aeryn Sun                           | TV               |                                           |
| 2005.         | God of War                       | Artemis (posudila glas)             | Videoigra        |                                           |
| 2005.         | Neopets: The Darkest Faerie      | Fauna (posudila glas)               | Videoigra        |                                           |
| 2007.         | Project Sylpheed                 | Pripovjedač (posudila glas)         | Videoigra        |                                           |
| 2004. – 2007. | Stargate SG-1                    | Vala Mal Doran                      | TV               |                                           |
| 2007.         | The Dresden Files                | Liz                                 | TV               |                                           |
| 2007.         | Stolen Life (Machinama Movie)    | Kieru (posudila glas)               | Film             |                                           |
| 2007.         | Crysis                           | Helena (posudila glas)              | Videoigra        |                                           |
| 2008.         | Stargate: The Ark of Truth       | Vala Mal Doran                      | Film             |                                           |
| 2008.         | Stargate: Continuum              | Vala Mal Doran / Qetesh             | Film             |                                           |
| 2008.         | Moonlight                        | The Cleaner                         | TV               |                                           |
| 2009.         | Uncharted 2: Among Thieves       | Chloe Frazer (posudila glas)        | Videoigra        |                                           |
| 2009.         | Dragon Age: Origins              | Morrigan (posudila glas)            | Videoigra        |                                           |

## Vanjske poveznice
- Claudia Black Online
- Claudia Black - Australian Film Commission